# Ctenoplusia adiaphora
Ctenoplusia adiaphora es una especie de polillas de la familia Noctuidae. Puede encontrarse en Taiwán.